# Smodiš
Smodiš je priimek več znanih Slovencev:
- Borut Smodiš, fizik, prof.dr., vodja Reaktorskega infrastrukturnega centra (RIC) IJS- Podgorica
- Branka Smodiš, pevka (Baby can dance)
- Ivan Smodiš, veteran vojne za Slovenijo
- Jožef Smodiš, evangeličanski duhovnik
- Matjaž Smodiš (*1979), košarkar
- Štefan Smodiš, evangeličanski duhovnik in književnik